# Sutton on Sea
Sutton on Sea är en by i civil parish Mablethorpe and Sutton, i distriktet East Lindsey, i grevskapet Lincolnshire, i England. Byn är belägen 19 km från Skegness. Sutton in the Marsh var en civil parish fram till 1974 när blev den en del av Mablethorpe and Sutton. Civil parish hade 1 341 invånare år 1961. Byn nämndes i Domedagsboken (Domesday Book) år 1086, och kallades då Sudtone/Sudtune/Sutune.